# Архиерейский дом
Архиере́йский дом или Архиере́йский двор — церковно-административное учреждение, посредством которого архиерей (епископ) осуществлял свои властные полномочия над подведомственным ему духовенством, вершил суд над клириками и жителями принадлежавших ему вотчин. Архиерейские дома были упразднены в 1918 году большевиками.

## История
Архиерейские дома (или архиерейские домы) в Русском царстве и в Российской империи имеют довольно долгую и изменчивую историю сообразно с поземельными владениями архиереев и их административными в судебными правами и обязанностями.
Со времён образования Русской церкви епископские кафедры владели многочисленным недвижимым имуществом и целыми населёнными пунктами. Не только хозяйственные заботы над землями и угодьями, но и управление лицами, населявшими церковные земли, и даже суд над ними по многим делам принадлежал епископу. Кроме лиц духовных или живущих при церковных учреждениях и на церковных землях, епископскому суду подлежали и все светские лица по делам церковным и многим другим, например семейным.
Исходя из всего перечисленного выше видно, что Дом архиерея представляет очень сложное учреждение: при нём находились многие чины с разными наименованиями для отправления разнообразных хозяйственных, административных и судебных обязанностей. Здесь были свои — епископские бояре, дворяне и низшие слуги разного названия: волостели — для управления вотчинами, судьи-десятильники — для суда церковных людей по делам гражданским и для сбора податей с духовенства и прочие должностные лица.
Обстановка архиерейского дома и количество должностных лиц при нём напрямую зависели от обширности и богатства епархии. Богатый и влиятельный во всех делах гражданских епископ Новгородский, обладая обширными вотчинами, жил в богатых палатах, к дому его причислялись многие бояре, стольники, казначеи, волостели и разные низшие должностные лица, был даже свой полк под начальством своего воеводы. Ещё разнообразнее штат должностных лиц был при митрополите Московском и всея Руси. Двор его был устроен наподобие двора удельного князя. При нём были: бояре, стольники, конюшие, свой полк и т.д.
Кроме управления своей епархией, он управлял и всей Русской церковью и, кроме обычных для всех архиереев доходов с церквей и вотчин, имел доходы и с других епархий. Для всего этого нужен был очень большой штат. Архиерейский двор патриарха, особенно со времён Филарета и при Никоне, был устроен по образцу царского двора. Здесь были: свечники, чашники, скатертники, хлебопёки, повара, а также иконописцы, книгописцы, резчики, позолотчики, певчие дьяки разных статей и кроме того бояре, окольничие, думные, тиуны, боярские дети, дворяне, дьяки и другие.
По образцу царских приказов явились патриаршие приказы для дел хозяйственных, административных и судебных; в каждом приказе сидел патриарший боярин с дьяком и подьячими и решал дела с доклада патриарху. Подобные же приказы с этого времени появляются и при домах других епархиальных архиереев. По свидетельству Котошихина, церкви принадлежало 118 тысяч дворов, а некоторые иностранцы считали что в церковном владении находится около трети всей государственной территории.
Российские государственные деятели издавна, со времён государя всея Руси Ивана III Васильевича, стремились ограничить как вотчинное владение церкви, так и её судебные права. Существенно важное в этом отношении было сделано при Петре Великом; при нём заметно ограничено было пользование доходами с церковных имений и в то же время многие дела, подлежавшие прежде церковному суду, перешли в ведение светской власти. Это значительно изменило обстановку архиерейских домов. Многие служилые люди архиерейских домов оказались теперь «лишними», и с 1701 года началось сокращение штатов архиерейских дворов: одних взяли в военную службу, других — нешляхетского рода — записали в подушный оклад. При архиерейских домах остались лишь необходимые домовые служители и небольшое количество дворян, которые были подчинены общим законам о дворянах.
Строгий контроль над расходами и доходами, постоянные новые требования на благотворительные учреждения и специальные подати с духовных имуществ продолжались и при преемниках Петра Великого, например при Анне Иоанновне архиерейские дворы были обложены особенною податью на содержание конных заводов, открытых тогда в больших количествах, из-за страсти фаворита императрицы Эрнста Иоганна Бирона к лошадям. Всё это сильно влияло на обстановку архиерейских домов, которые быстро беднели.
Окончательно был решён вопрос о церковных вотчинах вообще и в частности о владениях архиерейских домов при Екатерине II Алексеевне. В 1764 году все церковные вотчины, имевшие более 910 тысяч душ, были изъяты из церковного ведомства. Тогда же установлен был штат и для архиерейских дворов. Епископские кафедры были разделены на три класса. На три первоклассные кафедры с соборами было ассигновано 39410 рублей; на восемь второклассных — по 5000 рублей; лично архиерею — 2600 рублей. На 15 третьеклассных по 4232 рублей и лично архиерею 1800 рублей. На 2 викариатства — 8061 рублей. Не считая громадных доходов с церковных земель, государство получало с 1780 года ежегодного оброка с церковных крестьян — 3 миллиона 370 тысяч рублей, а на все церковные учреждения (архиерейские домы, монастыри, храмы, школы, семинарии и т. д.) ассигновало лишь 403 тысячи 712 рублей. Эти цифры наглядно говорят, что все церковные учреждения и в частности архиерейские дома которые, в результате этих реформ, потеряли львиную часть доходов.
В конце XIX — начале XX века архиерейские дома владели землями и угодьями, которые тогда были оставлены за ними. Им не воспрещалось приобретать всякого рода недвижимое имущество через покупку, завещание и дар частных лиц, но такое приобретение получало законную силу не иначе, как по Высочайшему соизволению на каждый отдельный случай.
Земли и все вообще имущества находились в полном владении архиерея; он мог через посредство духовной консистории отдавать их в наём другим лицам, но не более, чем на 25 лет; доходы с земель также находились в его полном распоряжении. Епархиальный архиерей не имел права отчуждать земли и владения или променивать, кроме важных к тому причин, без разрешения Священного Синода и даже без Высочайшего соизволения.
Хозяйство архиерейского дома управлялось экономом, определение и увольнение которого зависит от архиерея. Эконом обязан был давать полный отчёт архиерею и консистории. Духовная консистория проверяла хозяйство при перемене эконома и смерти архиерея (если родственники архиерея, после его смерти, не являлись для получения оставшегося после него имущества в положенный срок, то оно обращалось в пользу архиерейского дома). При переводе архиерея на другую кафедру консистория проверяла имущество архиерейского дома и только в том случае выдавало архиерею квитанцию на выезд, когда архиерей давал объяснения относительно имущества и, в случае обнаружения недостачи, восполнял недостающее.
Вскоре после Октябрьского переворота (23 января 1918 года), большевики выпустили декрет «Об отделении церкви от государства и школы от церкви», который лишал церковь права владеть землями и прочей собственностью, что положило конец существованию архиерейских дворов. После того, как в 1990 году эти права были возвращены, руководство РПЦ уже не сочло необходимым восстанавливать этот религиозно-управленческий институт.